# Просперо (персонаж Шекспіра)
«Просперо» (англ. Prospero; [ˈprɒspəroʊ]) — герой п'єси Вільяма Шекспіра «Буря».

## Короткий опис
У творі Просперо зображений як старий чарівник та законний герцог Мілана, повалений своїм братом Антоніо за допомогою короля Неаполя Алонзо. У Просперо є єдина дочка Міранда, яку за сюжетом п'єси разом із її батьком виганяють із Мілана на кораблі.
Гурі Гхош у своїй книзі «The Insubstantial Pageant: The mystery of Prospero's vision» зазначив, що союз Міранди та Фердинанда є для Просперо кульмінаційним моментом у п'єсі .

## Прототип
Серед шекспірознавців немає єдиної думки щодо того, хто міг бути прототипом Просперо. За найпоширенішою версією, таким міг виступати відсторонений від влади дож Генуезької республіки Просперо Адорно, який втік зі своєї країни в Мілан. За іншою версією, прототипом Просперо міг бути італійський кондотьєр на службі папського престолу, а потім імператора Просперо Колона. За третьою версією, не слід шукати подробиць біографії персонажа і намагатися виявити його тезку серед реальних дійових осіб тієї епохи — це ім'я Шекспір міг взяти від імені відомого лондонського вчителя верхової їзди, з яким автор «Бурі», ймовірно, був знайомий. Нарешті, деякі дослідники вважають, що під ім'ям Просперо Шекспір міг вивести самого себе, як людини, яка вирішила припинити театральну діяльність.

## Образ у кінематографі
- Моріс Еванс — «Буря» (телефільм, США, Зал слави Hallmark, 1960)
- Майкл Редгрейв — «Буря» (телефільм, Велика Британія, BBC Television, 1968)
- Джон Гілгуд — «Книги Просперо» (кінофільм Пітера Грінвея, 1991)[3]
- Річард Кокс[en] — «Бібліотекарі» (телесеріал, 2015)